# Monument voor Jutphase oorlogsslachtoffers

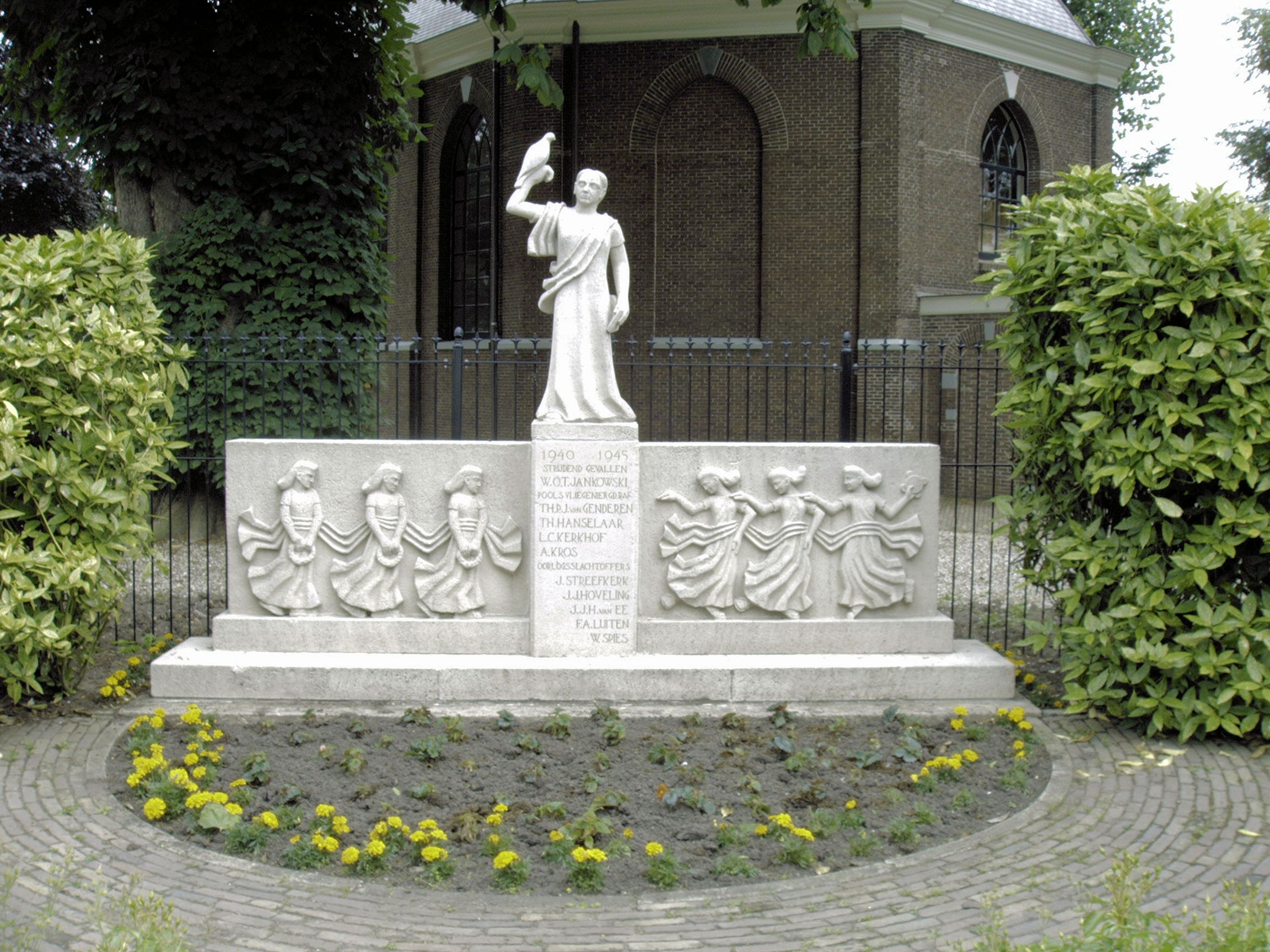
Het monument

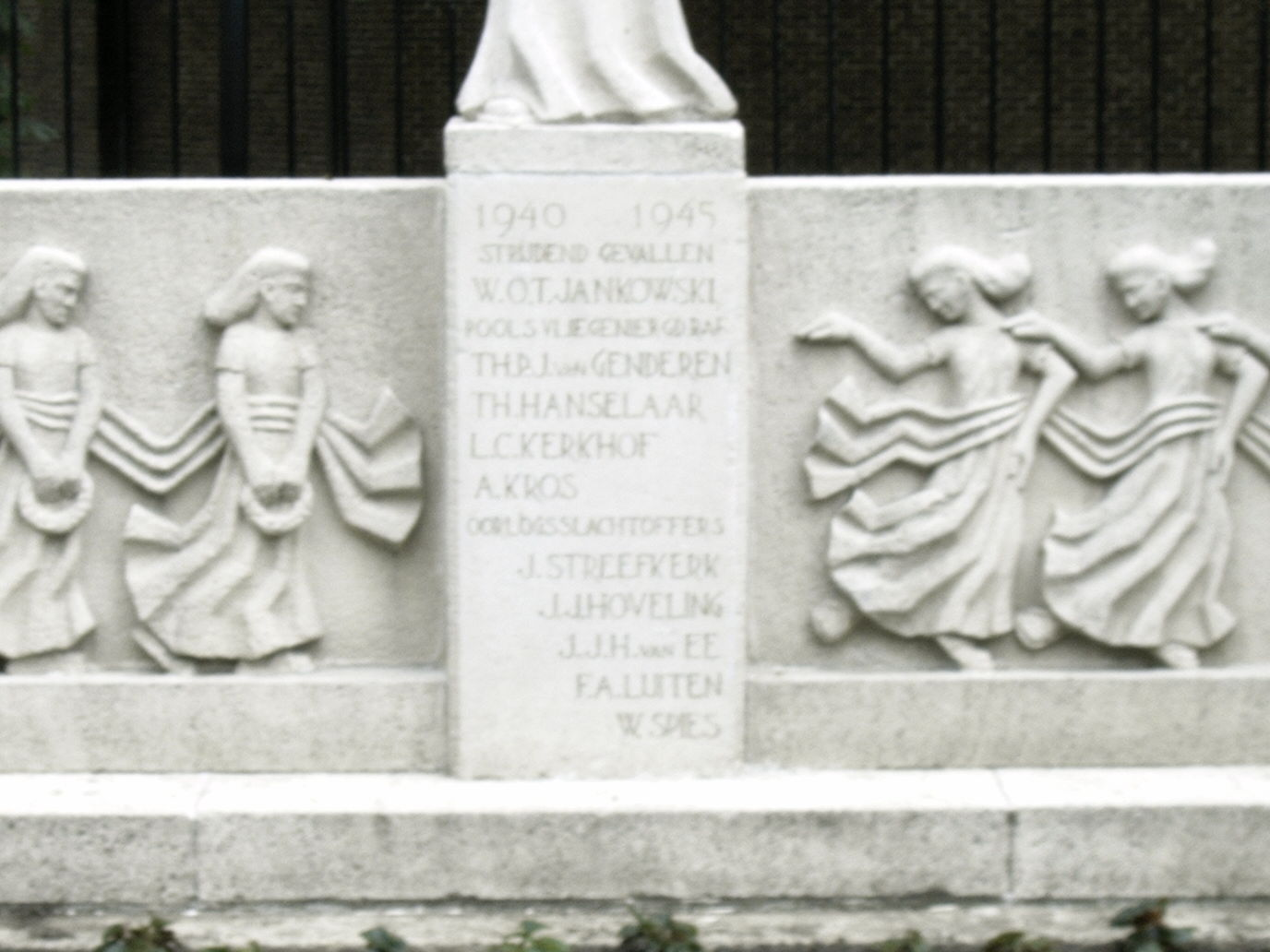
Close up

Het Monument voor Jutphase oorlogsslachtoffers is een oorlogsmonument in Jutphaas.

## Geschiedenis
Het monument werd gemaakt door Albert Dresmé. Het werd in 1949 geplaatst ter herdenking van de slachtoffers van de Tweede Wereldoorlog uit het dorp en onthuld op zaterdag 14 mei 1949 door de commissaris van de Koningin in Utrecht, Marius Reinalda. In 1960 is de gedenkplaat met de namen vervangen omdat deze volledig bleek aangetast door erosie. In 2002 en 2003 is het monument geheel gerestaureerd omdat het aangetast was door vandalisme en weersomstandigheden.

## Beschrijving
Het monument is geheel gemaakt van kalksteen en is twee meter hoog en vier meter breed. In het midden van het monument staat een vrouwenbeeld met in haar linkerhand een boek terwijl op haar rechterhand een duif landt. Aan beide zijden van het beeld is een reliëf van drie vrouwenfiguren aangebracht. Recht onder het vrouwenbeeld zijn de namen van de tien slachtoffers aangebracht.

## Betekenissen
Met het monument worden verschillende dingen uitgebeeld. Zo staat het boek in de hand van de vrouw voor rechtvaardigheid. De duif staat voor de teruggewonnen vrede. Het reliëf van de drie vrouwen aan de linkerkant staat voor de angst en pijn tijdens de oorlog. Het reliëf aan de rechterkant staat voor de vreugde en hoop na de bevrijding.